# Lago de la Abadía
El lago de la Abadía es un lago glaciar del Jura francés ubicado a cerca de 900 metros de altitud, en el límite del Alto-Jura, a 7 kilómetros al sur de San Lorenzo-en-Grandvaux, en el municipio de Grande-Rivière.
El lago, llamado también « lago de Grandvaux » o « lago del Gran-Río », debe su nombre a la abadía del Grandvaux instalada en sus orillas en el siglo XII, transformada más tarde en el convento de la abadía de San Claudio del cual solo queda la iglesia restaurada en los siglos  XVII y XVIII.

## Geografía
El lago de la Abadía, que consiste en depósitos glaciales arcillosos en una depresión sinclinal del Cretácico, tiene una superficie de 90 hectáreas y tiene una forma complicada: el borde este, casi rectilíneo al pie del Monte Negro, mide poco más de 2 kilómetros ( 2.125 m) mientras que la orilla occidental rodeada de pantanos y turberas le dan al lago un ancho máximo de 600 metros. La profundidad es muy variable pero relativamente pequeña con dos zonas que alcanzan una profundidad promedio de 11 y 7 metros respectivamente, con una profundidad máxima de casi 20 metros.
El área de captación es de 3.25 km² y es alimentado por dos pequeñas corrientes superficiales, pero principalmente por fuentes subterráneas mal identificadas. El volumen de agua de 5,8 millones de metros cúbicos está regulado por la salida sur constituida por el " sumidero de la Tanne a Chaumusse " que conduce las aguas subterráneas por una ruta desconocida a dos surgencias: la fuente de Enrage en la aldea de Molinges y la fuente de la Brive en Lavans-lès-Saint-Claude. Estas dos fuentes, ubicadas respectivamente a 27 kilómetros y 29.5 kilómetros de la salida, hacen que esta red subterránea sea la más larga conocida en el Franco Condado. Luego se unen formando el río Bienne, un afluente del Ain y subafluente del Ródano.
Bastante poco profundo y ubicado en una pequeña llanura al clima extremado, entre los macizos forestales de la Joux Devant y de la Joux Derrière, el lago de la Abadía se congela regularmente en el invierno pero se calienta bastante durante el verano para permitir el baño y las actividades acuáticas como la vela. El lago es frecuentado igualmente por los pescadores y una captación en profundidad permite el suministro de agua a 17 municipios vecinos.
Cerca de allí hay dos pequeños lagos al sur: lago des Bez y lago des Brenet, en la comuna de Grande-Rivière, y el lago de las Truchas Rojas en el norte, en la ciudad del mismo nombre, más allá de Saint -Laurent.

## Actividad
Existe una propiedad privada, el lago está rodeado de pastos donde se alimentan vacas de raza montbéliarde cuya leche se trnasforma en quesos con denominación de origen: el condado y el morbier. El municipio cuenta con cerca de 1 400 hectáreas arboladas, el aprovechamiento forestal es una actividad muy presente en todos los alrededores como lo atestiguan los aserraderos instalados en los desagües del lago cuyas aguas mueven las máquinas. Pero hoy día es el turismo el que tiene gran importancia con las segundas residencias, las casas rurales y algunos hoteles-restaurantes a disposición de las aficionados al esquí de fondo durante el invierno y al turismo verde en verano (senderismo, bicicleta de montaña...)